# Matthew Lukwiya
Matthew Lukwiya (Distretto di Kitgum, 24 novembre 1957 – 5 dicembre 2000) è stato un medico ugandese e il supervisore del Lacor Hospital, poco distante da Gulu. Egli fu in prima linea nel fronteggiare l'epidemia del virus ebola che colpì l'Uganda nel 2000.

## Biografia

### Origini
Matthew Lukwiya, membro della tribù degli Acholi, cresce nella città di Kitgum. Il padre, un pescivendolo, annega quando egli ha 12 anni; la madre, invece, è impegnata nel contrabbando di tè lungo il territorio confinante con il Sudan. Dopo la morte del padre, Lukwiya deve iniziare ad aiutare la famiglia, cominciando sin da giovane a commerciare con i paesi vicini a bordo della sua bicicletta. Nonostante ciò, egli mostra sin da subito di essere uno studente preparato, il che gli permette di avere una carriera scolastica e un percorso universitario brillanti.

### Carriera
Nel 1983, dopo aver conseguito la laurea in medicina all'Università di Makerere, Lukwiya entra a far parte del programma di tirocinio avviato in quello stesso anno presso il St. Mary's, un ospedale cattolico, insieme a Esati Alidria Isaac e Orach Sam. Dopo soltanto tre mesi il Dr. Piero Corti e sua moglie Lucille Teasdale, fondatori dell'ospedale, decidono che Matthew Lukwiya sarebbe diventato il loro successore. I coniugi Corti riconoscono immediatamente le sue capacità, definendolo fin da subito un medico "nettamente al di sopra della media". La sua bravura, unita al profondo legame instaurato con i fondatori del St. Mary's, gli permettono di vivere varie esperienze all'estero: 
- nel 1985, si sposta in Italia  e, per sei settimane, si occupa di citopatologia sotto la guida del professor Carlo Ravetto a Busto Arsizio[5];
- nel 1986 segue un corso di ematologia presso l'Hammersmith Hospital a Londra e lavora per un mese come ematologo al servizio di Lucio Luzzatto[5];
- nel 1990 Lukwiya ottiene una borsa di studio per una specializzazione in malattie pediatriche tropicali nella Liverpool School of Tropical Medicine e durante questo master gli viene data l'opportunità di fare esperienza in India[6]. In quest'occasione riporta valutazioni eccellenti e, contribuendo al corso con la sua vastissima esperienza, ottiene il premio "John Hay"[7].

Dopo essere tornato in Uganda, Matthew Lukwiya lavora in ospedale in tempi particolarmente difficili per il paese, tormentato da guerre civili. Molti dei suoi pazienti sono delle vittime degli attacchi dei ribelli dell'Esercito di resistenza del Signore e la struttura stessa è soggetta a innumerevoli saccheggi. In diverse occasioni Lukwiya dimostra coraggio, umanità e capacità organizzativa, al punto da essere considerato il braccio destro del Dr. Piero Corti.

### Responsabilità
Nel 1997 diviene Dirigente Sanitario dell'ospedale di Lacor. Ottenere tale carica aumenta le sue responsabilità ma non per questo fa diminuire il suo impegno: Lukwiya si occupa dell'organizzazione dei servizi sanitari anche al di fuori dell'ospedale, predispone le vaccinazioni dei bambini nei campi profughi e gestisce epidemie come quella del colera e di meningite meningococcica. Nonostante l'imponente mole di lavoro che l'amministrazione dell'ospedale richiede prende parte anche ad iniziative di pace e di conciliazione, divenendo membro del Rotary. Nel dicembre del 1998, Lukwiya fa trasferire la propria famiglia nella capitale, Kampala, lasciando per un breve periodo la direzione dell'ospedale al collega Cyprian Opira. Durante questo periodo ottiene un master in salute pubblica alla Makerere University e nel 1999 abbandona la fede protestante seguendo l'esempio della moglie, convertitasi al pentecostalismo.

### Morte per Ebola
In quello stesso anno, poco dopo essersi allontanato, Lukwiya è richiamato in ospedale per indagare sulla morte sospetta di alcuni pazienti e membri del personale sanitario. Egli capisce che la causa di quei decessi è riconducibile a una febbre emorragica, probabilmente ebola, e riesce ad organizzare tempestivamente l'ospedale per far fronte alla situazione, avvisando il WHO e il CDC di Atlanta. Da quel momento Lukwiya continuerà a supportare il personale dell'ospedale e a mantenere nel contempo misure di sicurezza volte ad evitare la diffusione dell'epidemia. Tuttavia, la sua cautela non basta ad evitargli il contagio, avvenuto nel novembre del 2000. Lukwiya, probabilmente, contrae il virus dimenticandosi di indossare gli occhiali protettivi per schermare gli occhi mentre tenta di soccorrere uno dei suoi infermieri, sentitosi male nel cuore della notte. Il "Dottor Matthew", come amavano chiamarlo gli Acholi, si spegne pochi giorni dopo, il 5 dicembre 2000.

## L'arrivo al St. Mary's hospital
L'arrivo di Matthew Lukwiya a Lacor nel 1983 è inaspettato. Il direttore dell'ospedale Piero Corti si sta riprendendo in quei giorni da un attacco di angina e si ritrova ad accogliere il nuovo arrivato in vestaglia da notte:
(Michel Arseneault)
Corti è impressionato dalla preparazione di Lukwiya ed è entusiasta di accogliere in ospedale uno tra i più promettenti tirocinanti ugandesi; sicuramente con poca esperienza clinica, ma con desiderio di apprendere ed estremamente dotato con i bambini. Lukwiya diviene ben presto il braccio destro dei coniugi Corti, importante tramite anche tra l'ospedale e i ribelli che già da pochi mesi dopo il suo arrivo avevano cominciato a prendere d'attacco il St. Mary's.
Il 7 aprile 1987 il dottor Piero Corti convoca una riunione del "senato cittadino",  composto dagli anziani delle tribù vicine, pensando di aver trovato una soluzione per salvare l'ospedale. Gli impiegati, infatti, erano ormai terrorizzati dopo che un'infermiera di nome Amooti era stata rapita pochi giorni prima; molti di loro avevano già abbandonato il posto di lavoro e l'ospedale rischiava la chiusura.
In quell'occasione Lukwiya svolge il ruolo d'interprete e traduttore, riportando agli anziani del "senato" le parole del direttore, di modo che essi potessero comprendere i rischi che il fallimento dell'ospedale avrebbe comportato per il popolo Acholi.
-Come possiamo curare i vostri malati, se temiamo per le nostre vite?-»
(Michel Arseneault)
Il Venerdì santo del 1989 i ribelli attaccano l'ospedale per derubarlo nuovamente ma, trovandolo sprovvisto di medicinali, decidono di prendere in ostaggio le suore missionarie che lavoravano e alloggiavano al St. Mary's. Matthew Lukwiya riesce a convincere i rapitori a prendere lui stesso in ostaggio lasciando libere le religiose e, a seguito di ciò, viene tenuto prigioniero per una settimana prima di essere rilasciato.
In periodo di guerra Lukwiya decide di aprire i cancelli dell'ospedale durante la notte a tutte le persone in cerca di riparo dagli attacchi e dai rapimenti continui. Fino allo scoppio dell'allarme ebola novemila persone trovano in tal modo rifugio tra le mura del St. Mary's. Durante una di quelle notti, tormentate dai combattimenti, un proiettile sparato da un mortaio rompe il tetto di casa Lukwiya mentre lui, la moglie e i loro cinque figli sono dentro, rimanendo inesploso. Lukwiya dedica tutto se stesso prodigandosi per la causa dell'ospedale e, nonostante gli venga offerta una cattedra all'ambita Liverpool School of Tropical Medicine, il medico ugandese dichiara di non aver mai preso in considerazione l'idea di abbandonare l'Uganda e il St. Mary's Hospital. Sotto la direzione di Lukwiya l'ospedale triplica la propria attività, fino ad arrivare a milleottocento pazienti all'anno, inclusi i feriti di entrambi gli schieramenti di guerra, per un totale di circa cinquecento pazienti al giorno. Presto il St. Mary's diviene il miglior ospedale del nord Uganda, probabilmente il migliore del paese e certamente uno dei migliori di tutta l'Africa orientale.

## Più forte di Ebola[21].
La mattina del 7 ottobre 2000  Cyprian Opira, il medico momentaneamente a capo dell'ospedale mentre Matthew Lukwiya si trova a Kampala con la famiglia, informa il direttore che una malattia misteriosa, accompagnata da gravi emorragie interne, ha ucciso due degli infermieri dell'ospedale; Lukwiya la sera stessa si precipita al St. Mary's, in tempo per assistere alla morte della terzo infermiere, Daniel Ayella. La caposala Suor Maria Di Santo, consegna all'uomo dei documenti relativi a tutte le morti sospette avvenute all'ospedale nell'arco delle due settimane precedenti il suo arrivo e -tra queste- la donna aveva identificato diciassette casi con sintomi simili. Matthew Lukwiya e Suor Maria trascorrono gran parte di quella notte leggendo reports, provenienti dal CDC e dal WHO, riguardanti possibili infezioni che causavano sanguinamento. Alla fine della loro ricerca comprendono che avrebbe potuto trattarsi di ebola. Tutti i manuali medici riguardanti il virus allora consultabili, basati per lo più sull'epidemia che nel 1995 in Kikwit e Congo uccise quattro pazienti su cinque, confermavano che più il paziente fosse peggiorato più sarebbe diventato contagioso. Lukwiya riconosce immediatamente la gravità della situazione e la facilità di trasmissione del virus tra gli Acholi, tribù che aveva la tradizione di lavare il corpo del defunto prima di seppellirlo. Proprio questa usanza, infatti, avrebbe favorito la diffusione della malattia.
La mattina dell'8 ottobre, il direttore informa l'intera équipe medica dei suoi sospetti sul virus. Quel pomeriggio, un gruppo di anziani delle comunità locali giunge all'ospedale avvisando che intere famiglie stanno morendo nei loro villaggi. A quel punto Matthew Lukwiya, ignorando le pratiche burocratiche che avrebbero dovuto essere svolte in quei giorni, chiama il Dr. Okware, il commissario ugandese per la salute pubblica, il quale invia un team dall'Uganda Virus Research Institute per ritirare un campione di sangue infetto da analizzare. In attesa del team, Lukwiya fa isolare i pazienti che potevano aver contratto il virus, secondo le direttive del WHO, in un reparto speciale, composto da tre medici, cinque infermieri e tre assistenti infermieri, tutti volontari. La diffusione del virus ebola viene confermata e una delegazione del WHO giunge a Gulu.
Tutti sono sorpresi dall'efficienza delle operazioni preventive applicate al St. Mary's, dotato allora di ben pochi mezzi, come sottolinea il Dr. Simon Mardel, membro della delegazione che era stata inviata all'ospedale di Lacor.
Capendo che la loro assistenza non è necessaria al St. Mary's, il WHO e medici senza frontiere rapidamente rivolgono il loro aiuto al Gulu Regional Referral Hospital, dove la situazione si dimostra molto più disastrosa. All'arrivo dei soccorsi molti dei corpi, ormai senza vita, ma certamente ancora infetti, sono trovati abbandonati nei letti dell'ospedale.
La terza settimana di ottobre il numero di pazienti affetti da ebola aumenta a sessanta, superando di gran lunga il numero di volontari nel reparto in isolamento. Lukwiya ordina che altre infermiere siano messe a disposizione e dà egli stesso l'esempio, lavorando a contatto con i pazienti affetti dal virus dalle 7:00 del mattino alle 20:00 di sera. Nonostante le procedure istituite per minimizzare i rischi di contagio, incluso l'uso di camici, più paia di guanti, mascherine chirurgiche e occhiali, i lavoratori dell'ospedale continuano a contrarre la malattia. Altri dodici muoiono. Al funerale di una suora italiana, celebrato il 7 novembre, Matthew Lukwiya tenta di risollevare il morale dei suoi lavoratori:
(Matthew Lukwiya)
Il limite viene sorpassato a fine novembre. Mentre l'epidemia nazionale sta raggiungendo l'apice, il St. Mary's vive un giorno terribile. In un lasso di tempo di 24 ore, fino alla fine del giorno 24 novembre, sette pazienti muoiono, tre dei quali dipendenti dell'ospedale e due di questi ultimi infermieri che non lavorano nel reparto in isolamento. Il fatto che l'infezione sia passata al personale che non ha direttamente contatto con i pazienti affetti da ebola semina il panico e molti degli infermieri decidono di abbandonare l'ospedale. Il turno giornaliero non viene svolto e l'intero staff del St. Mary's si riunisce in assemblea nella hall della scuola di infermieristica, determinato a chiudere l'ospedale. Lukwiya mette a tacere tutti, egli stesso, infatti, aveva personalmente istruito molti di quei suoi collaboratori che adesso stavano cercando di ribellarglisi e dice che se l'ospedale avesse chiuso egli sarebbe partito, lasciando Gulu per non farvi più ritorno, racconta di come egli aveva lasciato che i ribelli prendessero lui come ostaggio piuttosto che il personale dell'ospedale anni prima e di come tutti loro sarebbero stati responsabili di numerose morti se l'ospedale avesse chiuso. Il discorso si conclude in questo modo:
(Matthew Lukwiya)
L'incontro così termina e tutti assieme cantano una canzone: il "Dr. Matthew" è riuscito a convincerli.

## Morte
Alla fine del novembre del 2000 Lukwiya convoca una riunione con i membri del WHO, CDC e di altri teams medici che avevano aiutato l'ospedale a far fronte alla diffusione del virus; la sua principale preoccupazione è quella di far in modo che i membri del suo staff evitino il contagio. Nonostante le accuratissime precauzioni sono sufficienti pochi istanti di distrazione per essere contagiati. I dipendenti dell'ospedale lavorano fino a quattordici ore al giorno per intere settimane, avvolti in camici protettivi pesantissimi, soffocati dal torrido clima equatoriale. Tutto quello che è necessario affinché avvenga il contagio è, per il lavoratore, perdere la concentrazione per un singolo istante e, dopo aver toccato un paziente, grattarsi, ad esempio, il naso o un orecchio sotto la maschera.
All'alba del 20 novembre 2000, l'infermiere Simon Ajok è nel reparto degli infetti moribondi, che sanguinano dal naso e dalle gengive. Ajok si toglie improvvisamente la maschera dell'ossigeno per tossire violentemente e spruzza sul muro vicino un misto di muco e sangue. Il personale del turno notturno, spaventato, si affretta a chiamare il direttore Matthew Lukwiya. È probabilmente in quest'occasione imprevista che egli si ammala.
Saltato giù dal letto nel cuore della notte, "il Dr. Matthew"  indossa il vestito protettivo, la maschera, la cuffietta, la toga, il grembiule e due paia di guanti, ma dimentica gli occhiali o qualcosa per proteggere gli occhi. Questa piccola distrazione gli costa la vita.
La sera di una domenica, era il 26 novembre, due giorni dopo l'assemblea nella hall della scuola di infermieristica, Margaret Lukwiya comincia ad udire la voce del marito pesantemente congestionata. Egli le dice di avere una "terribile febbre", un attacco di malaria. La sua febbre cresce con il passare dei giorni, il mercoledì comincia a vomitare e il Dr. Pierre Rollin del CDC gli preleva dei campioni di sangue per esaminarli. Un'infermiera che gli stava fissando un drenaggio intravenoso quella sera a casa sua è sorpresa quando quello comincia a parlare distintamente, ma non a lei:
(Matthew Lukwiya)
Poi, con chiara voce, comincia a cantare "Onward, Christian Soldiers".
Rollin la mattina seguente torna con i risultati, si tratta di ebola. Lukwiya immediatamente chiede di essere posto nel reparto di isolamento, affermando:
(Matthew Lukwiya)
Margaret Lukwiya è avvisata il giovedì pomeriggio e arriva la mattina dopo; i colleghi di Matthew sono però molto rigidi nel protocollo.  La moglie è costretta a sedersi su una stuoia ad almeno tre piedi di distanza dal suo letto, le viene accordato soltanto il permesso di afferrare un piede del marito dopo aver indossato tre paia di guanti. La domenica il respiro del malato diviene così affannoso che viene dotato di un respiratore, ma il lunedì mattina il livello di ossigeno nel suo sangue comincia a crescere e il battito torna normale. Sembra che il "Dr.Matthew" possa guarire, ma più tardi i suoi polmoni cominciano a sanguinare. Lukwiya muore alle 1.20 del mattino, il 5 dicembre del 2000. Quando Margaret viene informata e giunge in reparto, il corpo è già stato avvolto in un sacchetto di polietilene. Quando la donna chiede il permesso di abbassare di poco la cerniera per dare un ultimo sguardo al marito le viene rifiutato, il corpo è troppo infetto per poter correre un rischio del genere.
La morte di Matthew Lukwiya è un evento estremamente drammatico e significativo non solo per l'ospedale, ma per tutti coloro che stanno fronteggiando l'epidemia in quel periodo. Lukwiya ha fornito un contributo decisivo nell'identificazione e nel controllo del virus, ma soprattutto è stato fonte di ispirazione per tutti e motore fondamentale nella lotta contro l'ebola. Di fronte alla notizia della sua scomparsa, chi ha conosciuto il "Dr. Matthew" non può che ricordarne l'immensa dedizione:
(Donato Greco)
Le qualità del Dottor Lukwiya sono già state ampiamente dimostrate attraverso la carriera medica: intelligenza, determinazione, discrezione, dedizione alla cura del paziente e coraggio.»
(J.B.S. Coulter)
(Susan Nagele)
Nella sua testimonianza la dottoressa Susan Nagele riporta anche le parole dei cittadini di Gulu, i quali si uniscono al dolore per la morte del Dottor Lukwiya, ribadendo la propria ammirazione nei suoi confronti.  
(Cittadini di Gulu)

## Funerale ed eredità
Per evitare qualsiasi rischio il funerale si tiene il prima possibile, quello stesso 5 dicembre, alle ore 16.00. La posizione della bara era stata scelta da Lukwiya in persona mentre era nel reparto in isolamento. Matthew voleva essere sepolto vicino alla tomba della Dr. Lucille Teasdale, la cofondatrice dell'ospedale, ma, soprattutto, sua mentore e sua amica. Lucille era morta nel 1996 a causa dell'AIDS, contratto durante un intervento su un paziente sieropositivo. Tra le centinaia di persone accorse, tutte avvertite di restare a distanza finché il funerale non si fosse concluso, ci sono bambini del "Dr. Matthew" e numerosi ufficiali del governo, incluso il ministro della salute, che aveva lasciato Kampala dopo aver ricevuto la notizia quella mattina.
Lungo il decorso dell'epidemia Lukwiya viene ricordato quasi quotidianamente dai media nazionali. Il The New York Times in un articolo dal titolo "Dr. Matthew's Passion" descrive il dottor Lukwiya con questa immagine:
(The New York Times)
Anche se l'epidemia è ormai in declino, la sua morte segna gli animi. Il St. Mary's smette di accettare i pazienti affetti da ebola, un gruppo consistente di lavoratori dell'ospedale decide di smettere di operare, mentre molti pazienti contagiati dall'ebola, rifiutano le cure sostenendo che se neanche il medico migliore ha potuto salvarsi, non ci sarebbe stata comunque nessuna speranza per loro.
Il 6 Febbraio, il WHO dichiara la fine dell'epidemia in Uganda, con nessun caso nei precedenti ventuno giorni. Centosettantré morti totali.  Mentre il tasso di sopravvivenza nella precedente epidemia di Ebola è stato del 10%, l'epidemia ugandese vanta un tasso di sopravvivenza vicino al 50%, un risultato principalmente attribuibile alle migliori cure mediche. Lukwiya è stato l'ultimo lavoratore del St. Mary's a morire a causa del virus.
Nel febbraio del 2001, l'American Medical Association ha nominato Lukwiya un modello di comportamento. Un Memorial Lecture in onore del Dr. Lukwiya viene celebrato tutti gli anni a partire dall'anno seguente la sua morte. Le lectures sono sponsorizzate dall'Organizzazione Mondiale Della Sanità e organizzate dall'Uganda National Association of Community and Occupational Health.